# تجريد (رياضيات)
التجريد في الرياضيات (بالإنجليزية: Abstraction)‏ هي العملية لاستخراج المعنى وراء مبدأ رياضي ما بدون حصر المعني بتطبيقات من العالم الواقعي بل تعميم المبدأ ليشمل تطبيقات أوسع.
تبدأ العديد من فروع الرياضيات بدراسة مسائل العالم الواقعي قبل تعميم القوانين وصياغتها بشكلها العام. على سبيل المثال فإن علم الهندسة الرياضية قد بدأ بدراسة حساب المسافة، والمساحة للأجسام الفيزيائية، علم الإحصاء بدأ في حساب الاحتمالات في القمار، وعلم الجبر بدأ في طرق الحساب للعمليات الرياضية البسيطة الأربعة الجمع والطرح والضرب والقسمة.

## ميزات التجريد
- يكشف عن روابط عميقة بين مجالات الرياضيات المختلفة.
- يمكن أن تشير النتائج المعروفة في منطقة ما إلى تخمينات في منطقة أخرى ذات صلة.
- يمكن تطبيق التقنيات والأساليب من منطقة واحدة لإثبات النتائج في المجالات الأخرى ذات الصلة.
- يمكن تعميم أنماط من كائن رياضي واحد على كائنات أخرى مماثلة في نفس الفئة.

النقطة السلبية الوحيدة للتجريد هي أن التجريد بدرجة عالية يكون من الصعب فهمه أو تعلمه، ويتطلب درجة عالية من النضج الرياضي والخبرة قبل التمكن من استيعابه.